# Бонсекур
Рынок Бонсекур (фр. Marché Bonsecours) — двухэтажное здание в неоклассическом стиле, расположенное по адресу Улица Сен-Поль, 350 в историческом районе Старого Монреаля (Квебек, Канада). На протяжении более 100 лет служил главным общественным рынком города. Назван в честь расположенной рядом часовни Нотр-Дам-де-Бон-Секур.

## История
Строительство здания по проекту британского архитектора Уильяма Футнера началось в 1844 году. Архитектурный облик рынка был заимствован от здания таможни в Дублине. Здание начало функционировать с января 1847 года, хотя внутренние работы продолжались до 1848 года, причём из-за значительного превышения расходов завершал строительство архитектор Джордж Браун.
В 1849 году здание использовалось для заседаний законодательного собрания Объединённой провинции Канады. С 1852 по 1878 год здесь размещалась мэрия Монреаля. В 1860 году архитектор Джордж Браун провёл реконструкцию, добавив концертный зал и банкетный зал площадью 900 м². Таким образом, здание являлось одновременно муниципальным, культурным и торговым пространством, кроме того, здесь располагалось полицейское управление.
После 1878 года здание продолжало функционировать как центральный рынок. В 1948 году в результате крупного пожара здание лишилось купола. После ряда пожаров в последующие годы в 1963 году рынок был закрыт, и здание планировалось к сносу. Однако в результате протестов местных жителей была проведена реставрация: восстановлен купол, обновлён фасад, а внутренние стены выполнены из железобетона. К началу XXI века здание превратилось в многофункциональный комплекс с магазинами, ресторанами и офисными помещениями.

## Современное использование
- Бутики и кафе на первых двух этажах
- Банкетные залы и конференц-залы
- Офисные помещения

В 1984 году рынок Бонсекур был признан национальным историческим памятником Канады.

## Память
28 мая 1990 года Почта Канады выпустила марку «Рынок Бонсекур, Монреаль», разработанную Раймоном Бельмаром. Марка была напечатана British American Bank Note Company и Canadian Bank Note Company.